# World Foresight Forum
Het World Foresight Forum (WFF) is een internationaal forum in Den Haag dat voor het eerst zal plaatsvinden in april 2011. Op het forum gaan internationale leiders vanuit verschillende achtergronden met elkaar in gesprek over het overkoepelende thema ‘a secure and sustainable World for future generations’.

## Initiatiefnemers en doelstelling
De initiatiefnemers van de stichting World Foresight Forum zijn het Den Haag Centrum voor Strategische Studies (HCSS), TNO en Granaria Holdings. De stichting wil invloedrijke mannen en vrouwen uit het internationale bedrijfsleven, overheden, kennisinstellingen en wetenschap samenbrengen om begrip kweken voor de onderlinge samenhang van de grote uitdagingen van de 21ste eeuw. Zo wil men een veilige en duurzame wereld voor toekomstige generaties bewerkstelligen. Het WFF heeft als doel een internationaal tweejaarlijks evenement te worden.
Het WFF wil Den Haag profileren als Internationale Stad van Vrede en Recht en wordt actief ondersteund door de gemeente Den Haag en de ministeries van Economische Zaken, Landbouw en Innovatie, Buitenlandse Zaken en Veiligheid en Justitie.

## Evenement in 2011
Het WFF vindt van 11 tot 15 april 2011 plaats op en rond het Lange Voorhout in Den Haag onder het motto ‘we think – we speak – we act’. Het evenement zal bestaan uit vier losse, maar aan elkaar gerelateerde onderdelen. Dit zijn de summit, de convention, de expo en het festival. De summit is een topontmoeting van wereldleiders en andere prominente bestuurders. In totaal zullen zo'n 200 internationale sprekers hun visie op het thema ‘secure and sustainable homelands for future generations’ geven. Deze sprekers zijn onder anderen José María Aznar, oud-premier van Nederland Jan Peter Balkenende, Cheng Siwei, Peter Sutherland  en Luc Gnacadja.